# Восточный (Динской район)
Восточный — хутор в Динском районе Краснодарского края.
Входит в состав Старомышастовского сельского поселения.

## Население
| 2002 | 2010 |
| ---- | ---- |
| 48   | ↘36  |